# Vanidad

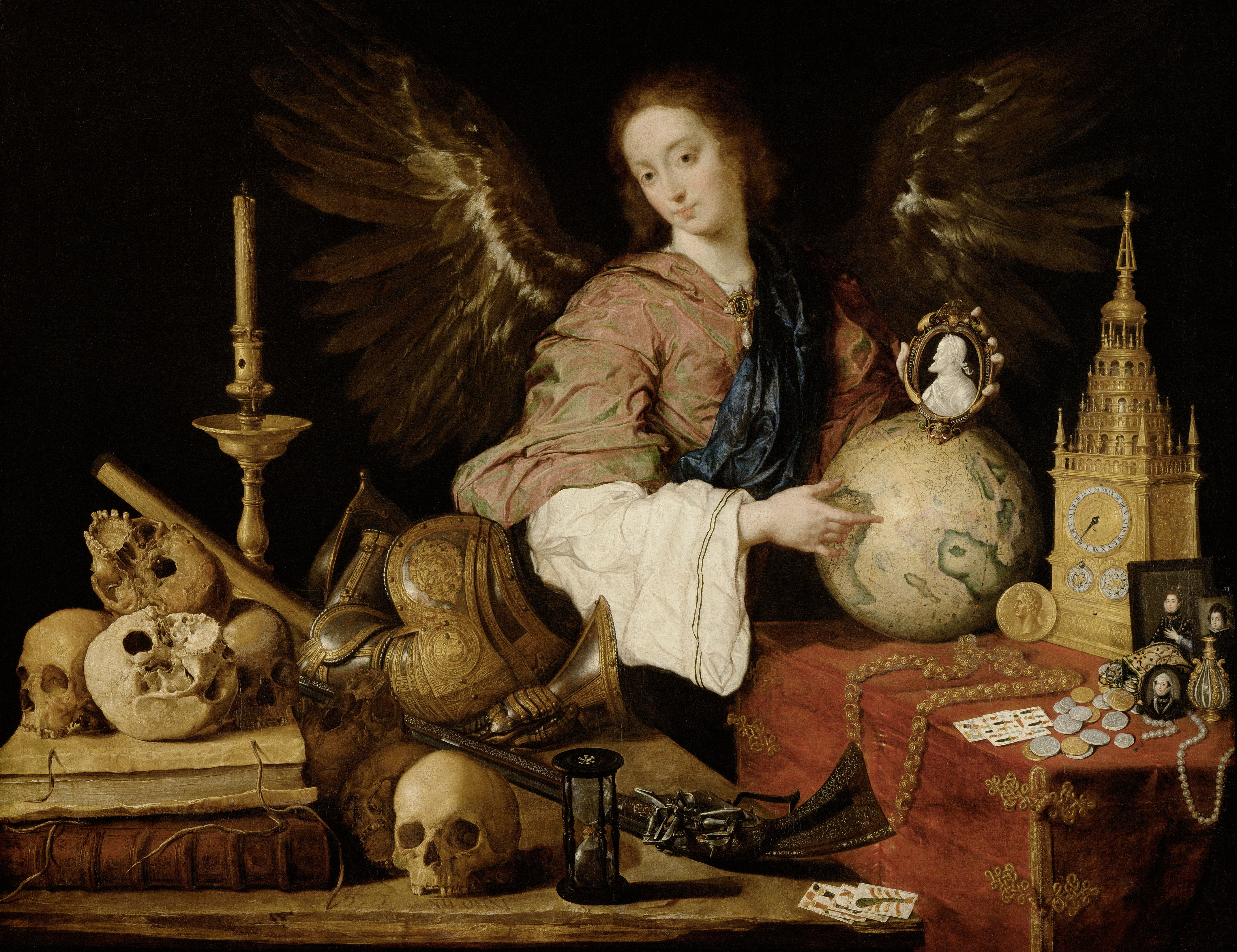
Alegoría de la vanidad, de Antonio de Pereda (Kunsthistorisches Museum). La inscripción junto a los cráneos, «nil omne», proclama que todo es nada.

"Todo es Vanidad" por C. Allan Gilbert, mostrando una entrevista con la vida y la muerte.

La vanidad es la creencia excesiva en las habilidades propias o la atracción causada hacia los demás. Es un tipo de arrogancia, engreimiento, una expresión exagerada de la soberbia.
En algunas enseñanzas religiosas se la considera como una forma de idolatría, en que la persona en función de sus deseos y actos mundanos rechaza a Dios en su vida cotidiana. De acuerdo a la teología cristiana clásica, la vanidad consiste en depositar la confianza en forma excluyente en las cosas mundanas, lo que hace que el hombre no necesite de Dios. Es considerado a menudo como el «vicio maestro».
Las historias de Narciso (de donde se ha sacado el término "narcisismo") y Lucifer (con la expresión "Non serviam"), son ejemplos demostrativos de lo que puede llegar a ser un completo vanidoso. La vanidad es considerado uno de los siete
pecados capitales.

## Vanidad en la filosofía y literatura
En el texto Verdad y no-verdad en el camino hacia el otro pensar : Heidegger y la superación de la metafísica explica las ideas del filósofo Martin Heidegger donde se presenta su concepto de la no-verdad  como una forma mucho más compleja de la de vanidad, ya que en el texto se nos dice que "La no-verdad de la proposición es la no-concordancia del enunciado con la cosa. La no-verdad es comprendida, pues, como un no-concordar".
Friedrich Nietzsche escribió lo siguiente al respecto: "La vanidad es el temor de parecer original; denota por lo tanto una falta de orgullo, pero no necesariamente una falta de originalidad " :Aurora , Aforismo 365 (" Die Eitelkeit ist die Furcht, original zu erscheinen, also ein Mangel an Stolz, aber nicht notwendig ein Mangel an Originalität" ) asimismo, Mason Cooley dijo "la vanidad bien alimentada es benévola, una vanidad hambrienta es déspota".
En una concepción menos filosofíca de la vanidad Samuel Fleischacker retoma el pensamiento de Adam Smith en su libro Teoría de los sentimientos morales (TSM), donde se explica que "la vanidad consiste en la persecución de “la riqueza y el poder” extraordinarios, no del esfuerzo ordinario por “mejorar nuestra condición” apuntando esta afirmación como una de las principales causas por las que existe la admiración hacia los ricos por lo que poseen más allá de sus virtudes.
En el aspecto literario la revista El claustro dedica toda una edición a la vanidad, donde Pedro Paunero en su escrito Vanitas Vanitatum escribe "Esse es  percipi. Ser es ser percibido. La vanidad requiere ser percibida. El  vanidoso, para  ser, re-quiere ser visto, escuchado, olido, saboreado, sen-tido. Quien percibe al  vanidoso, y a su vanidad, también existe. Es."  donde podemos comprender la naturaleza de la vanidad como nacida de nuestros deseos de aparentar para los otros; contrario a lo que parece el vanidoso es dependiente de los otros para poder sentirse "superior".

## Otras acepciones
El Diccionario de la lengua española incluye tres acepciones más a la anterior:
3. f. Caducidad de las cosas de este mundo.
4. f. Palabra inútil o vana e insustancial.
5. f. Vana representación, ilusión o ficción de la fantasía.

## Contexto católico
Alrededor de 375, Evagrio Póntico se unió a un monasterio fuera de Constantinopla y allí clasificó «los ocho pecados que, según él, atraían al hombre al infierno». Evagrio creía que había ocho «tentaciones terribles para el alma», y la vanidad era una de las más letales. Evagrio advirtió que la vanidad «corrompía todo lo que tocaba y la denominó un tumor del alma lleno de pus que al alcanzar la madurez se descompone en un desagradable desastre». En 590, el papa Gregorio Magno reexaminó la lista y redujo los pecados a siete. Anteriormente, Evagrio las había denominado «tentaciones», pero el papa cambió el nombre por el de «pecados» y proclamó que eran mortales. Para el papa Gregorio, la vanidad era el peor de los siete pecados capitales, el que contiene la semilla de todo el mal. Él escribió:

La vanidad es el comienzo de todos los pecados.